# Qilanbulak (köpinghuvudort i Kina, Xinjiang Uygur Zizhiqu, lat 38,39, long 90,16)
Qilanbulak (kinesiska: 依吞布拉克, 依吞布拉克镇) är en köpinghuvudort i Kina. Den ligger i den autonoma regionen Xinjiang, i den nordvästra delen av landet, omkring 640 kilometer söder om regionhuvudstaden Ürümqi. Antalet invånare är 800. Befolkningen består av 194 kvinnor och 606 män. Barn under 15 år utgör 3,0 %, vuxna 15-64 år 96 %, och äldre över 65 år 0,00 %.
Trakten runt Qilanbulak är nära nog obefolkad, med mindre än två invånare per kvadratkilometer. Det finns inga andra samhällen i närheten. Trakten runt Qilanbulak är ofruktbar med lite eller ingen växtlighet.
Genomsnittlig årsnederbörd är 73 millimeter. Den regnigaste månaden är juni, med i genomsnitt 16 mm nederbörd, och den torraste är april, med 1 mm nederbörd.